# Voyria caerulea
Voyria caerulea är en gentianaväxtart som beskrevs av Jean Baptiste Christophe Fusée Aublet. Voyria caerulea ingår i släktet Voyria och familjen gentianaväxter. Inga underarter finns listade i Catalogue of Life.